# Ellisina costigera
Ellisina costigera är en mossdjursart som beskrevs av Liu 1983. Ellisina costigera ingår i släktet Ellisina och familjen Calloporidae. Inga underarter finns listade i Catalogue of Life.